# 马莱特·巴尔

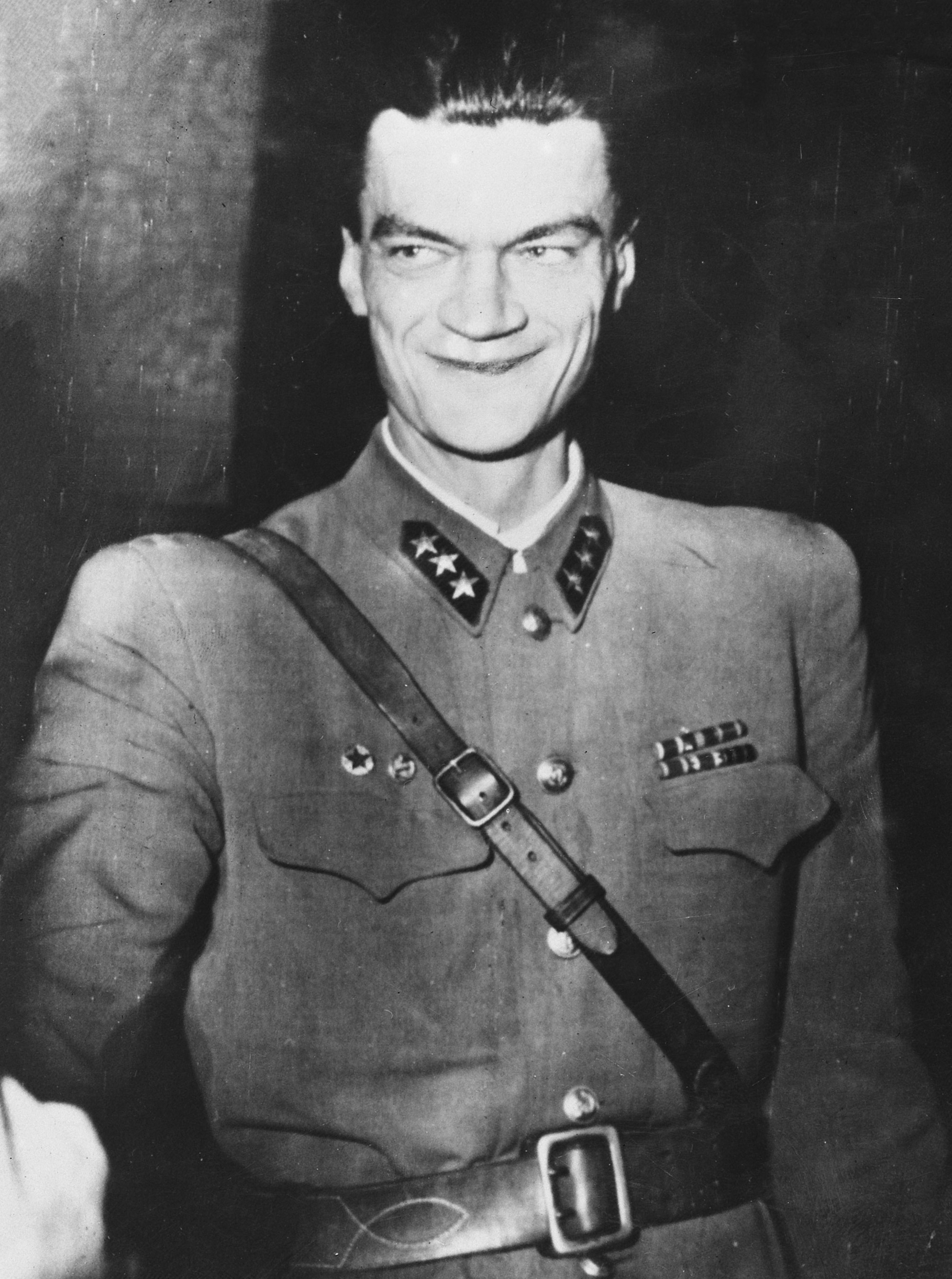
马莱特·巴尔

马莱特·巴尔（匈牙利語：Maléter Pál，1917年9月4日—1958年6月16日）1956年匈牙利革命军事领导人。
生于奥匈帝国匈牙利王国艾派尔耶什（今斯洛伐克普雷绍夫），曾在布拉格查理大学学习医学，后进入军校，第二次世界大战时参与东线战役，后被苏俄红军俘虏，加入共产党。
1956年时军衔为上校，负责指挥一个驻扎在布达佩斯的装甲师镇压1956年匈牙利革命起义者，但在与之接触后倒戈。马莱特随之晋升为上将，10月29日任命为国防部长。11月3日，在特科尔与苏联军队谈判时被捕。
1958年6月16日与纳吉·伊姆雷等人一同被处决。